# 69 Brosses
69 Bosses es una marca de bebidas alcohólicas y espirituosas, vendida y distribuida por Perepérez Garrido (fundada en el 2006), con sede en el municipio de Villanueva de Castellón (Valencia), España. Se dedica principalmente a la importación y distribución de ginebras, licores tradicionales nacionales y destilados. Se comercializa a nivel nacional en varias empresas tales como Carrefour , Consum , Family Cash, Economy Cash, Dialsur y Masymas.

## Premios
Algunos productos de esta marca han sido galardonados en diferentes premios internacionales:
- Gin 69 Brosses[1] Naranja Navelina: Medalla de plata en el Concourse Mondial de Bruxelles 2015
- Gin 69 Brosses Mora Silvestre: Medalla de oro en el Concourse International de Lyon[2] 2022
- Gin 69 Brosses Clàssica: Medalla de plata en el Concourse Mondial de Bruxelles 2018
- Ultrapremium Gin 69 Brosses: Medalla de oro en el Concourse International de Lyon 2022 y Medalla de oro en el World Spirits Trophy Luxemburg[3] 2022
- Vermut Eco 69 Brosses: Medalla de oro en el XIII International Organic Wine Contest 2022